# 2013: Odyseja kosmiczna
2013: Odyseja kosmiczna – krótkometrażowy film animowany (kombinowany) z 1985 roku w reżyserii Aleksandra Sroczyńskiego, także z jego scenariuszem i w jego opracowaniu plastycznym, pastisz filmu Stanleya Kubricka – 2001: Odyseja kosmiczna z 1968 roku.